# Григор Нарекаці
Григор Нарекаці («Нарекський») (вірм. Գրիգոր Նարեկացի; близько 951 — 1003) — вірменський поет, філософ, чернець, містик та богослов, представник ранньовірменського Відродження, святий вірменської апостольської та католицької церков, Учитель Церкви. 

## Біографія

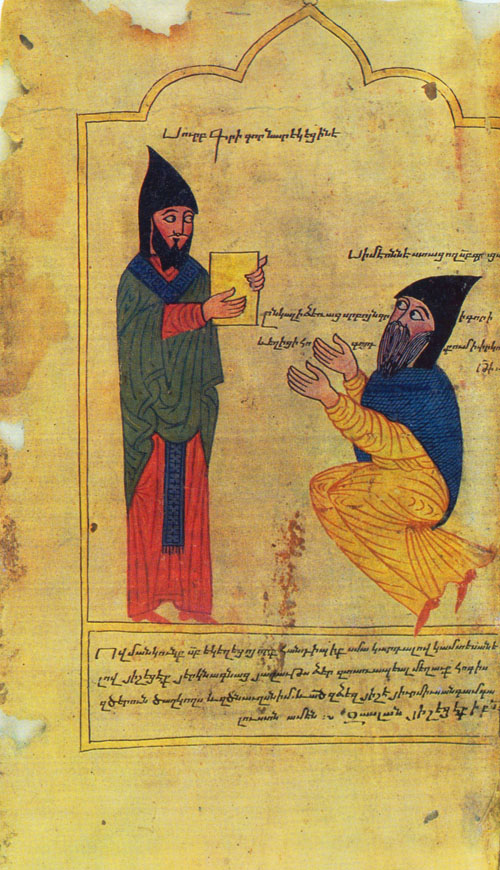
Григор Нарекаці та замовник Симеон. Мініатюра майстра Церуна, Васпуракан, 1391 рік

Народився в родині князя Хосрова Андзеваці, богослова, мислителя, автора багатьох релігійних творів. Після смерті дружини Хосров віддав синів Саака, Ованеса та малолітнього Григора на виховання в Нарекський монастир. Пізніше Хосров був висвячений у сан єпископа. Настоятелем монастиря був Ананія Нарекаці, брат діда Григора з материнського боку. Майже все життя Григор провів у Нарекському монастирі з багатою бібліотекою, де мав можливість читати праці античних філософів в оригіналі та праці Отців Церкви. Григор багато молився ночами, тому мав прізвисько «невсипущий». Він отримав сан архімандрита («вардапета», в перекладі з давньовірменської — «вчитель»). Викладав у школі при монастирі. Автор одного з найкращих тлумачень «Пісні над Піснями» (977 рік) та численних поетичних творів (серед яких «Панегірик святим апостолам»). 
Поезія Нарекаці живиться фігурами й стилістичними засобами біблійної поетики, пронизана образами, темами та реаліями священної історії. Водночас вона вирізняється своїм неповторним характером. У «Книзі скорботних пісень» (1002), як і у «Великому каноні» Андрія Критського, події та особи обох Завітів служать поштовхом для роздумів про життя, про недосконалість та гріховності людини. Поезія нарекаці — своєрідна довірча бесіда, яку веде з Богом душа, сповнена покаяння та потягу до чистоти. Крім біблійних сюжетів, витоки творчості Григора охоплюють філософію неоплатонізму, а також праці Григорія Ніського, Оригена, Іполита, Епіфанія Кіпрського, Василія Великого, Григорія Богослова, Івана Золотоустого.

## «Книга скорботних пісень»
Поема «Книга скорботних пісень» (1002) є одним з найвидатіших зразків класичної вірменської поезії. Літературознавці вважають її початком нового етапу вірменської літератури. Поема складається із 95 розділів, у ній понад 10 тисяч рядків. Невідомо, скільки років над нею працював автор, але він завершив цей твір за рік до смерті. У жанровому плані — це лірико-містична поема, написана змішаним віршованим розміром із переважаючими п'ятискладовими стопами.
Поема «Книга скорботних піснень», перекладена багатьма мовами світу. Вона зіграла визначну роль у розвитку вірменської літературної мови. Вперше надрукована 1673 року в Марселі. До цього поширювалася в рукописних списках. Найдавніший зі збережених списків датується XII століттям.

## Українські переклади
Коли руйнівні урагани, бурі неправедності

Нагально ударять у морі житейському

По всій тілесній основі людини,

Заспокой... крилами

Книги скорботних пісень,

Що належить Тобі.

Українською мовою частину пісень із поеми Григора Нарекаці переклав І. Драч, вони вміщені в антології «Класична вірменська поезія» (Київ, 1988). Нарекаці українською також перекладав Григорій Кочур. Повний переклад «Книги трагедії» зробив М. Нестерчук. Переклад М. Нестерчука відзначений премією Благодійного фонду імені Романюка 

### Видання
Нарекаці, Григор. Книга трагедії / Г. Нарекаці; пер. із старовірменської Мирон Нестерчук. — Л. : Каменяр, 2003. — 456 с.

## Твори, присвячені Григору Нарекаці

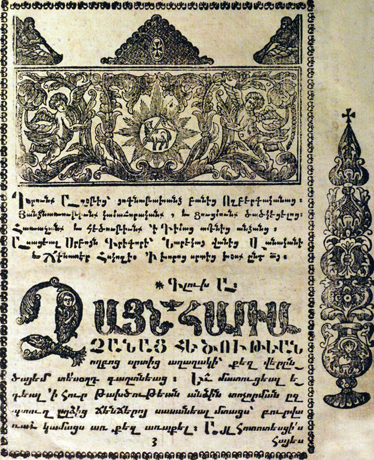
Видання «Книги скорботних пісень» 1782 року

### Концерт А.Шнітке
1985 року Альфред Шнітке написав «Концерт для змішаного хору в чотирьох частинах» на вірші Г. Нарекаці в перекладі Н. Гребньова. Вперше концерт був виконаний Камерним хором Міністерства культури СРСР під керуванням Валерія Полянського в Музеї образотворчих мистецтв імені О. С. Пушкіна 9 червня 1986 року. 
19 листопада 1999 року, в дні пам'яті Альфреда Шнітке, з нагоди 65-річчя композитора, у Великому залі Московській консерваторії ім. П. І. Чайковського концерт виконував Хор студентів Московської консерваторії під керуванням диригента Бориса Тевліна. 2004 року, в сімдесяті роковини з дня народження композитора, цей Концерт там само був виконаний Камерним хором Московської консерваторії під керуванням Бориса Тевліна. 
Цей концерт «з повним правом можна зарахувати до найкращих зразків сучасної музичної християнської культури», — писав Борис Тевлін. 
У серпні 2002 року Камерний хор Московської консерваторії під керуванням Бориса Тевліна виконав Концерт для хору Альфреда Шнітке в Міннеаполісі, в США, на VI Всесвітньому форумі хорової музики. 

## Пам'ять і культ
- Іменем Григора Нарекаці названа вірменська католицька єпархія в Буенос-Айресі[en]. У Вірменській апостольській церкві спомин 25 січня, в той час як в Католицькій церкві (зокрема, Вірменській Католицькій Церкві) 27 лютого.

## Компакт-диски
- CD. «Хор Полянського на слова Г. Нарекаці в перекладі Н. Гребньова. Концерт для хору А. Шнітке» 1992
- CD. Концерт для хору А. Шнітке. Данська хор. На слова Г.Нарекаці в перекладі Н. Гребньова, 1994. Alfred Schnittke. Choir Concerto. The Danish National Radio Choir with Stefan Parkman. Chandos Records CHAN 9126. 1992, Chandos Records
- CD. Альфред Шнітке. Твори для хору а капела. Камерний хор Московської консерваторії ім. П. І. Чайковського. Художній керівник та диригент Борис Тевлін. Записаний в липні 2002 року в концертному залі Державного музичного училища імені Гнесіних (звукорежисер Петро Кондрашин) з ініціативи директора училища Тетяни Петрової. Концерт для хору в 4-х частинах на слова Григора Нарекаці у перекладі М. Гребньова.